# Gianfranco Sarti
Gianfranco Sarti (Rimini, 13 giugno 1948 – 2002) è stato un calciatore italiano, di ruolo difensore.

## Caratteristiche tecniche
Giocava al centro della difesa. Abile nel gioco aereo, le sue doti migliori erano nell'uno contro uno.

## Carriera
Sarti è approdato al Rimini nel 1965, all'età di 17 anni: il suo cartellino è stato ceduto dalla locale formazione della Colonnella al club biancorosso per poco più di 100.000 lire dell'epoca.
Il campionato di Serie C 1966-1967 è stato il primo che ha disputato in prima squadra. La lunga parentesi al Rimini lo ha visto vincere il campionato di Serie C 1975-1976 e disputare le ultime due stagioni da professionista in Serie B, totalizzando 65 presenze nella serie cadetta. Ha lasciato la squadra al termine del campionato di Serie B 1977-1978, terminato con una salvezza.

### Dopo il ritiro
Chiusa la carriera da calciatore, ha avuto qualche esperienza come allenatore delle giovanili, pur continuando a lavorare come vigile urbano (mestiere che svolgeva anche durante l'attività calcistica).

### Record e riconoscimenti
Fino all'aprile del 2017 ha detenuto il record assoluto di presenze ufficiali con la maglia biancorossa con 339 partite all'attivo, superate solo dal nuovo primato di Adrián Ricchiuti. A suo nome è intitolato un club di tifosi del settore distinti, così come gli è stato dedicato un busto in terracotta collocato all'ingresso della tribuna centrale dello stadio Romeo Neri.

### Morte
È scomparso nel 2002 a seguito di una malattia.

## Palmarès

### Club

#### Competizioni nazionali
- Campionato italiano Serie C: 1

Rimini: 1975-1976 (girone B)